# Такахе (вулкан)
Такахе (англ. Mount Takahe) — великий, щитовий вулкан Землі Мері Берд в Антарктиді. Найвища точка вершини гори знаходиться на висоті 3460 м над рівнем моря, за іншими даними — 3400 м.

## Відкриття і дослідження

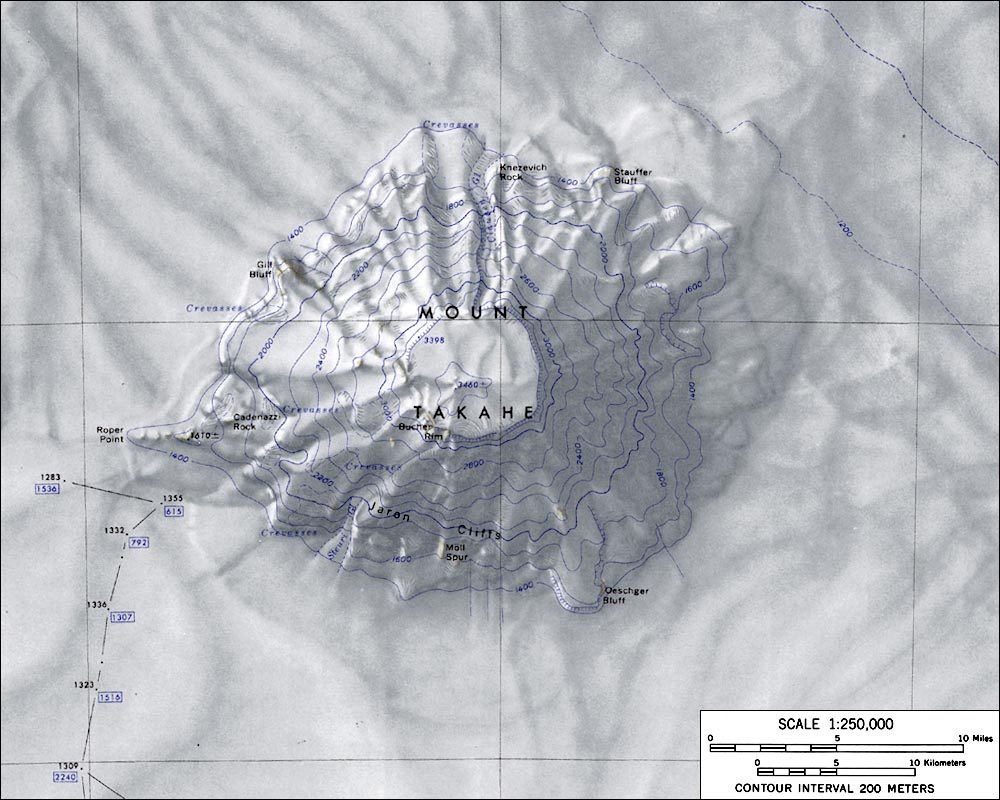
Топографічна мапа гори Такахе (масштаб 1:250,000)

Гора, ймовірно, були серед тих гір, які вперше побачив адмірал Берд та інші члени експедиції «USAS», на кораблі «Ведмідь» в 24—25 лютого 1940 року. Вона була вперше нанесена на карту в грудні 1957 року експедицією, яка досліджувала Землю Мері Берд протягом 1957–1958 років. Гора названа, мовою маорі, іменем нелітаючих, майже вимерлих птахів із Нової Зеландії.

## Географія
Гора Такахе одинарний (ізольований) щитовий вулкан майже правильної круглої форми, з діаметром при основі близько 30 км. Розташований в північно-східній частині Землі Мері Берд в Західні Антарктиді за 114 км на південний схід від вулкана Тоней  і за 157 км  на схід — північний схід від гори Фрейкс (гори Крері).
Вершину вулкана вінчає велика, діаметром 8 км, круглої форми, кальдера.
Такахе є одним із наймолодших вулканів у регіоні. Більша частина його маси, а це приблизно 780 км³, була утворена протягом останніх 310 000—400 000 років. Виходячи із досліджень породи вулкана, ймовірно останнє виверження було 5550 років до н. е.

## Цікаві факти
Дослідження міжнародного колективу вчених виявило, що виверження щитового вулкана Такахе тривало 192 роки і спровокувало наступ останнього міжльодовикового періоду. Виверження вулкана відбувалося приблизно 17,7 тисячі років тому, приблизно в цей же час в південній півкулі почалися великі кліматичні зміни. Зокрема, збільшилася концентрація парникових газів в атмосфері. Багаті на галогени виверження створили в стратосфері озонову діру над Антарктидою, яка призвела до великомасштабних змін атмосферної циркуляції. У південній півкулі це запустило зрушення від льодовикового періоду до міжльодовикового. Ці висновки колектив зробив на основі проведення аналізу крижаного керна, витягнутого з глибини понад 3,4 тисячі метрів в 350 кілометрах на північ від Такахе.